# Biserica Foișor
Biserica Foișor este un monument istoric aflat pe teritoriul municipiului București. În Repertoriul Arheologic Național, monumentul apare cu codul 179132.110.

## Galerie

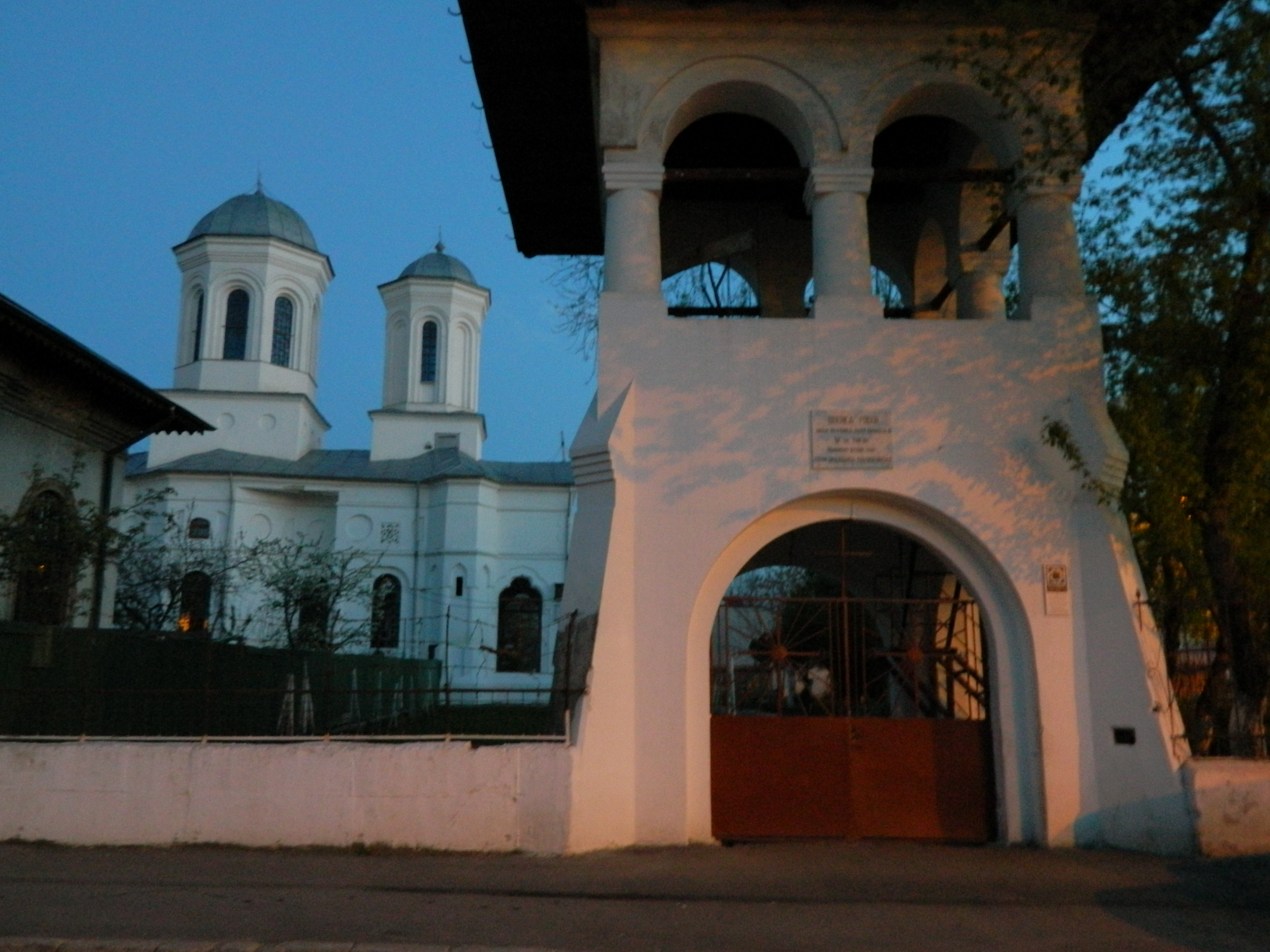
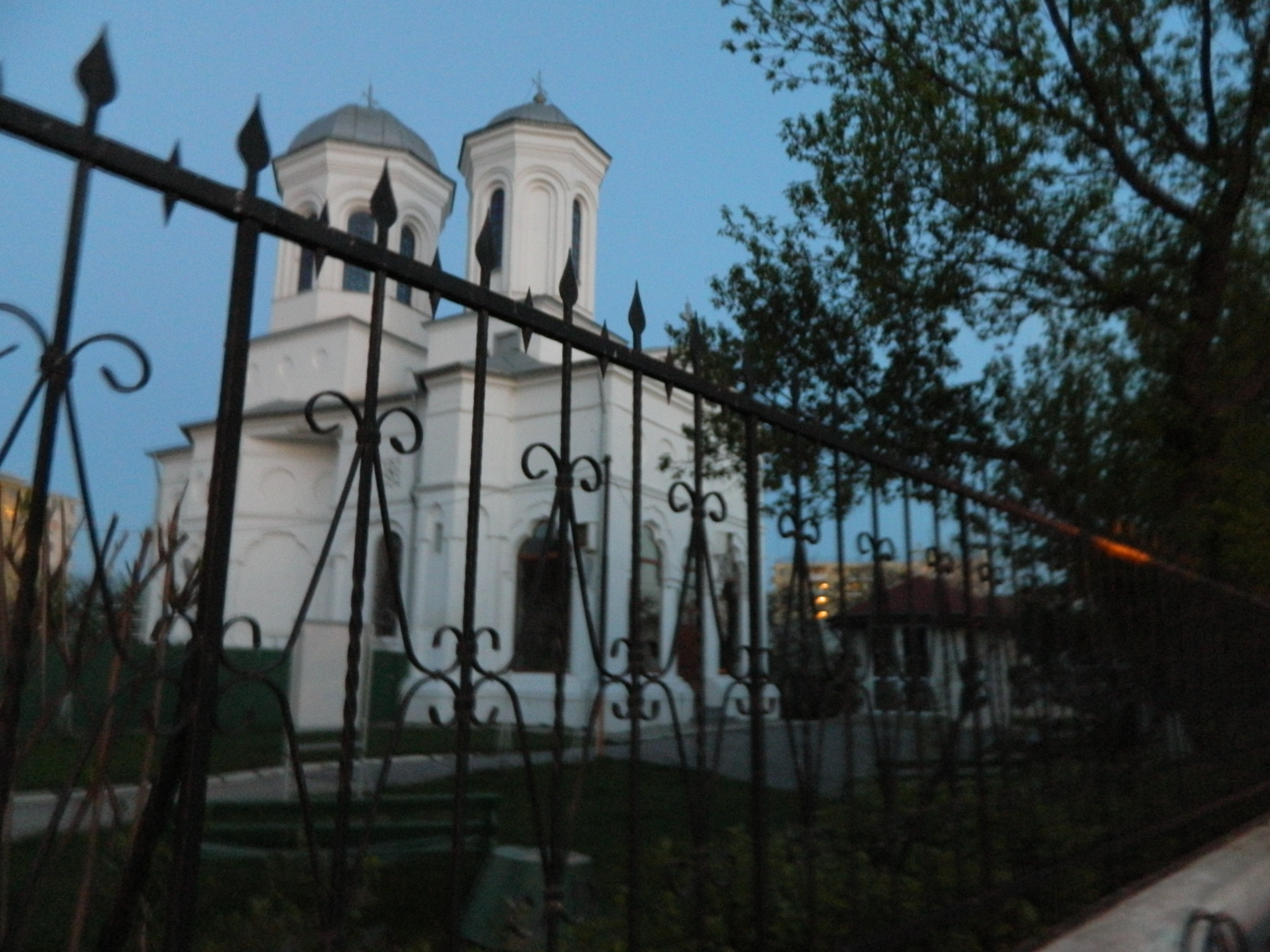
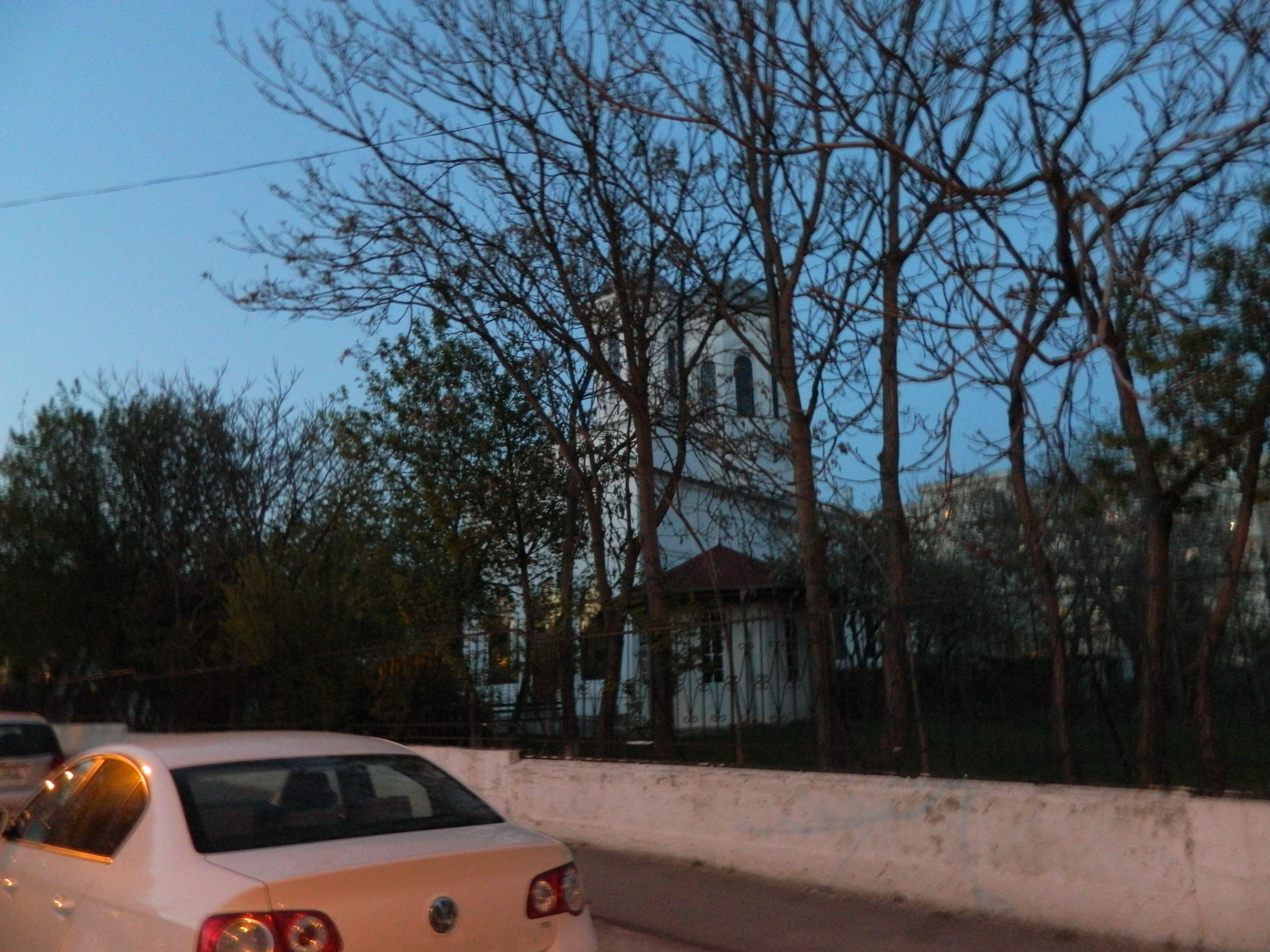
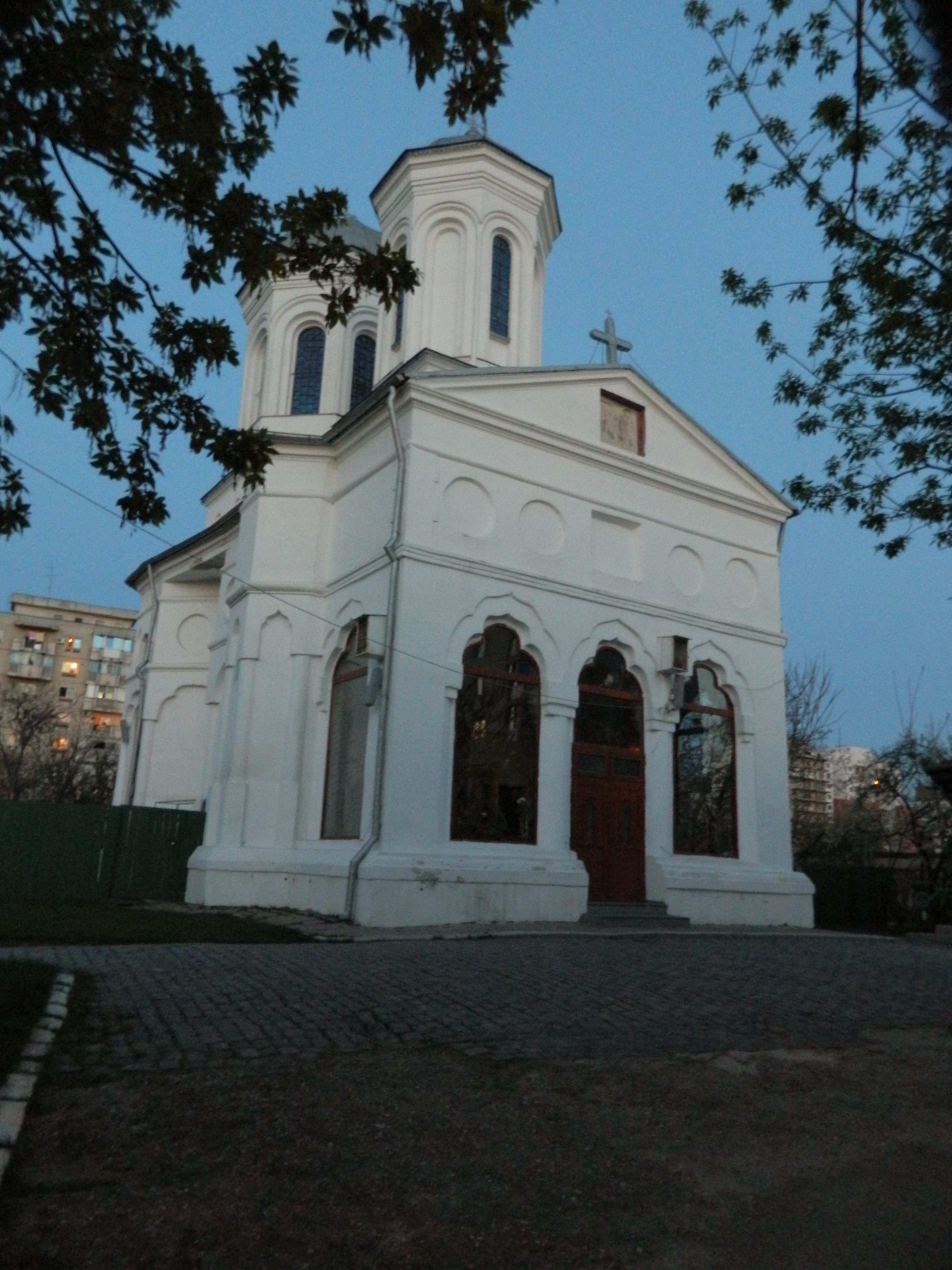
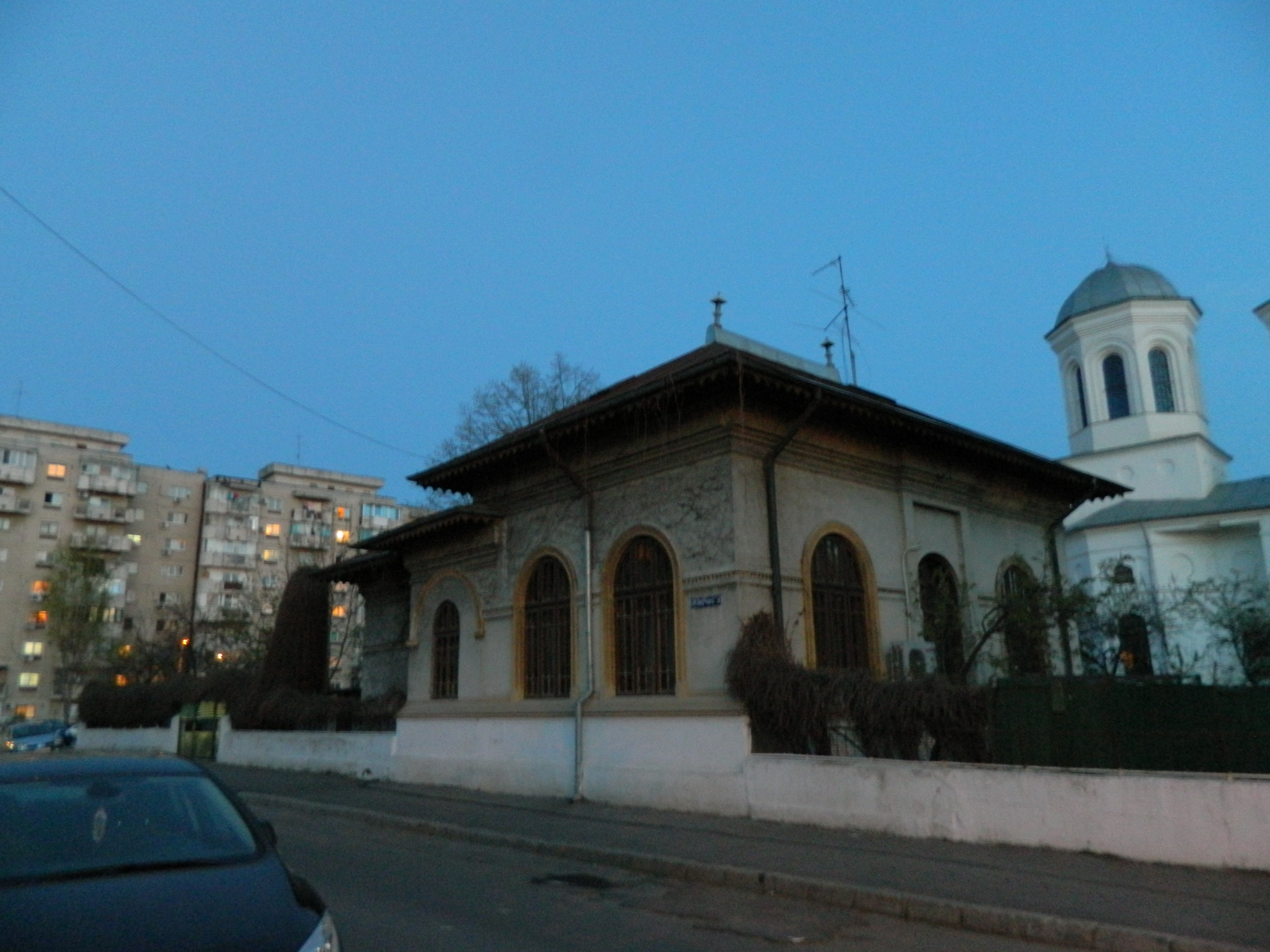